# Alva (Gotland)
Alva is een plaats in de gemeente, landschap en eiland Gotland en de provincie Gotlands län in Zweden. De plaats heeft 100 inwoners (2005) en een oppervlakte van 30 hectare.

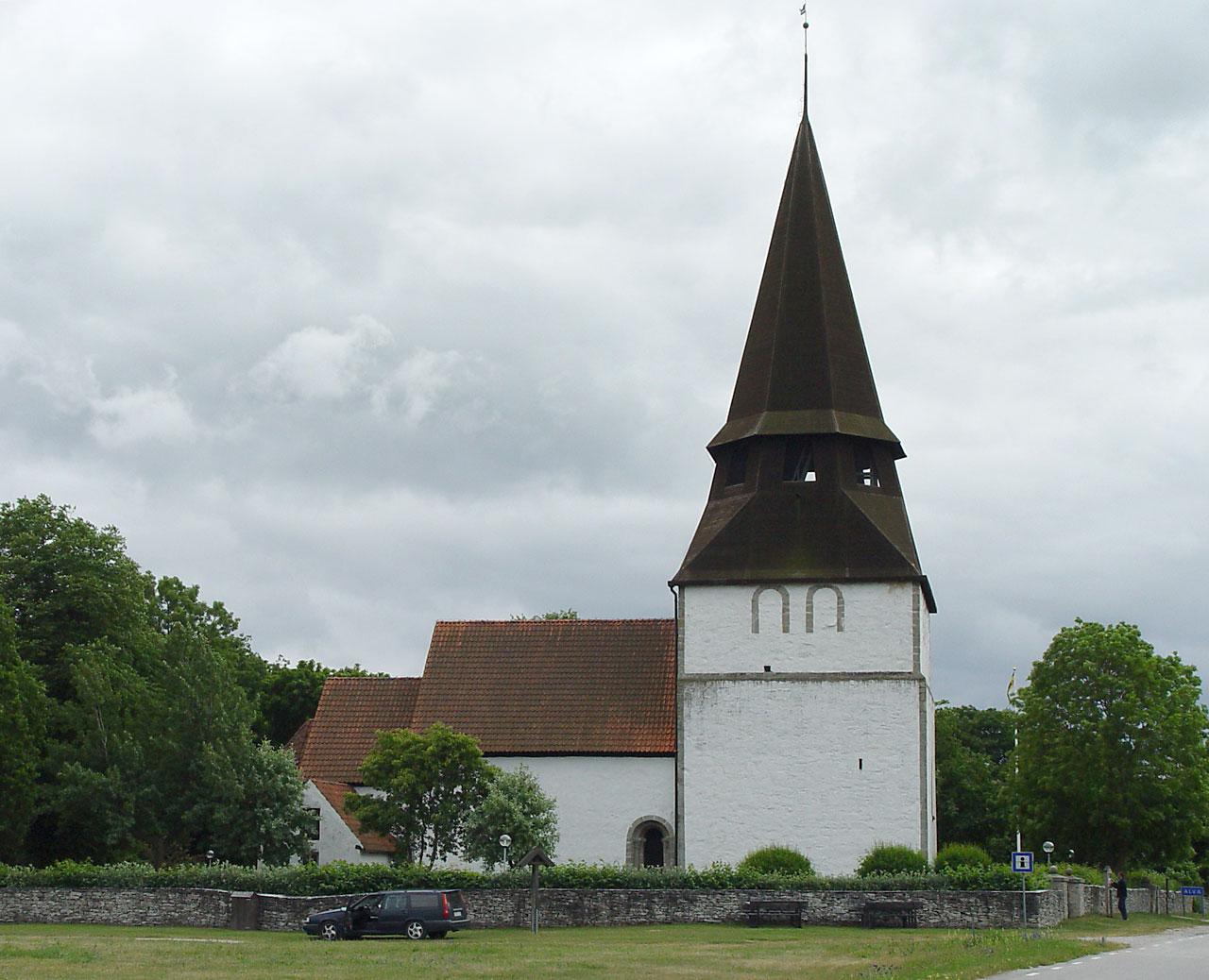
Kerk